# Murat Gassijew
Murat Gieorgijewicz Gassijew (ur. 12 października 1993 we Władykaukazie) – rosyjski bokser, były zawodowy mistrz świata organizacji IBF i WBA.
Gassijew stoczył 25 walk amatorskich.

## Kariera zawodowa
Zawodową karierę rozpoczął 21 września 2011 roku w wieku zaledwie siedemnastu lat. Przez pierwsze trzy lata stoczył dziewiętnaście pojedynków, wszystkie kończąc na swoją korzyść, w tym zdecydowaną większość przed czasem. 
W styczniu 2015 roku zadebiutował na amerykańskim rynku, nokautując w czwartej rundzie Terrance'a Smitha. W maju 2016 roku stoczył walkę z Jordanem Shimmellem (20-1, 16 KO) której stawką była pozycja obowiązkowego pretendenta do tytułu mistrza świata federacji IBF. Gassijew wygrał to starcie przed czasem już w pierwszej rundzie.

## Walka o mistrzostwo świata z Denisem Lebiediewem
3 grudnia 2016 roku przystąpił do walki o pas mistrza świata federacji IBF w wadze junior ciężkiej z Denisem Lebiediewem (29-2, 22 KO). Pojedynek miał bardzo zacięty przebieg, a ostatecznie po dwunastu rundach sędziowie wskazali na wygraną Gassijewa w stosunku 116-112, 113-114, 116-111.

## TurniejWorld Boxing Super Series
21 października 2017 roku w Newark w swojej pierwszej obronie tytułu mistrza świata organizacji IBF pokonał przez nokaut w trzeciej rundzie Krzysztofa Włodarczyka (53-3-1, 37 KO). Dzięki temu awansował również do półfinału turnieju.
3 lutego 2018 w Soczi drugi półfinał turnieju WBSS z unifikacyjnej walce (WBA/IBF}. Wygrał przez techniczny nokaut w dwunastej rundzie z Kubańczykiem Yunierem Dorticosem (22-1, 21 KO). Tym samym awansował do finału turnieju oraz zunifikował tytuły mistrza świata.
21 lipca 2018 na stadionie Olimpijskiem w Moskwie zmierzył się z ukraińskim mistrzem Ołeksandrem Usykiem (14-0, 11 KO). W stawce pojedynku znalazły się pasy IBF, WBA, WBC i WBO, a także tytuł magazynu The Ring oraz Puchar im. Muhammada Alego. Ukrainiec w dobrym stylu pokonał na punkty Rosjanina zdobywając zwycięstwo w całym turnieju. Sędziowie wypunktowali walkę w stosunku 108-120, 109-119, 109-119 na korzyść Usyka.